# Jakub Skworz
Jakub Skworz (ur. 25 maja 1990 w Poznaniu) – polski pisarz, dziennikarz, autor książek dla dzieci i młodzieży.

## Życiorys
Jakub Skworz jest absolwentem II Liceum Ogólnokształcącego w Poznaniu. Po zdaniu matury studiował stosunki międzynarodowe na Uniwersytecie Jagiellońskim i Uniwersytecie Wrocławskim. W latach 2013–2017 był redaktorem miesięczników Men’s Health i Women’s Health, w których prowadził m.in. dział reportażu.
Pierwsze pisarskie próby miały miejsce, gdy miał dziewięć lat. Wówczas przyszły pisarz zaczął kreślić krwawą opowieść o dinozaurach. W 2011 ukazała się pierwsza książka Skworza Męskie rozmowy nastolatka, w której ośmiu znanych Polaków, m.in. Krzysztof Zanussi i Marek Kondrat, odpowiadają na pytania nastolatka o dorastaniu, trudnych decyzjach i ich konsekwencjach. 
Jako autor książek dla dzieci i młodzieży zadebiutował w 2015 roku. Pierwszą książką dla najmłodszych była Księżniczka Adela i duszek Elbit. Perypetie tytułowej bohaterki do tego stopnia przypadły młodym czytelnikom do gustu, że stworzył całą serię. Na przestrzeni kilku miesięcy ukazały się również książki Księżniczka Adela i książę Aleksander, Księżniczka Adela i prezent dla króla oraz Księżniczka Adela szuka przyjaciela. Rok 2015 był szczególnie pracowity dla młodego twórcy, ukazały się wtedy bowiem dwie opowieści o wampirku Alfredzie: Wampirek Alfred i ostatni ząbek oraz Wampirek Alfred i pierwsza podróż.
W 2017 roku ukazała się książka Adaś Mickiewicz. Łobuz i mistrz, oparta na faktach, opowiadająca o młodości Adama Mickiewicza. Publikacja ukazuje młodym czytelnikom awanturniczą młodość polskiego wieszcza oraz zupełnie odmienny od współczesnego świat, w którym dorastał poeta, świat pełen dorożek, pojedynków, cylindrów i dalekich krain.

## Twórczość
- 2015 Księżniczka Adela i duszek Elbit
- 2015 Księżniczka Adela i prezent dla króla
- 2015 Księżniczka Adela i książę Aleksander
- 2015 Księżniczka Adela szuka przyjaciela
- 2015 Wampirek Alfred i pierwsza podróż
- 2015 Wampirek Alfred i ostatni ząbek
- 2016 Prawie Bajki. Nieznajomość prawa szkodzi[6]
- 2016 Disney uczy. Przygoda z czytaniem
- 2017 Adaś Mickiewicz. Łobuz i mistrz
- 2017 Prawie bajki. Twarde prawo, ale prawo[7]
- 2018 Mania Skłodowska[8]
- 2022 Klara buduje[9]